# Škoda Octavia
O Octavia é um modelo familiar compacto que foi introduzido no mercado em 1996 pela Škoda. O modelo é produzido sobre a mesma plataforma utilizada no Audi A3, Volkswagen Golf, SEAT León e Audi TT. Têm versões hatch e station wagon.
A primeira geração utilizou a mesma plataforma do Audi A3 I, VW Golf IV e SEAT León I. A nova geração apresentada em 2004 passou a utilizar a plataforma da Volkswagen também empregada nos seguintes modelos: Audi A3 II, VW Golf V, VW Golf Plus, Volkswagen Touran e VW Passat VI (esta última com adaptações, especialmente no entre-eixos).

## Motorização

### Primeira geração
- 1.4  - 75 cv
- 1.6  - 105 cv (16v)
- 1.6  - 101 cv Motor AEH (8v?)
- 1.8 Turbo  150 cv
- 1.9 TDI PD - 105 cv
- 1.9 TDI VP - 90 cv
- 1.9 TDI VP - 110 cv

### Segunda geração
- 1.4 MPI - 75 cv
- 1.6 MPI - 102 cv (8v)
- 1.6 FSI - 115 cv
- 2.0 FSI - 150 cv
- 2.0 FSI Turbo - 200 cv (Octavia RS 2006)
- 1.9 TDI PD - 105 cv
- 2.0 TDI - 140 cv
- 2.0 TDI - 170 cv (Octavia RS 2007)

## Galeria
- Primeira geração (1996-2005)
- Segunda geração (2004-2013)
- Terceira geração (2013-2020)
- Quarta geração (2020-presente)